# Stanislav Brandejs
Stanislav Brandejs (12. listopadu 1891 Police nad Metují – 15. dubna 1957 Praha) byl český diplomat, ministerský rada, odbojář, regionální historik Náchodska.

## Život

### Mládí
Narodil se v rodině kožešníka z Police nad Metují Františka Brandejse a jeho manželky Kristýny Kejdanové. Jeho strýc byl poličský kronikář Josef Brandejs. Po maturitě na gymnáziu v Broumově vstoupil do kláštera křižovníků v Praze. Klášter však opustil a studoval němčinu a slovanské jazyky na filozofické fakultě na pražské Karlo-Ferdinandovy univerzity; přednášky navštěvoval na české i německé univerzitě. Během studií byl již suplujícím učitelem na dívčím lyceu v Praze VII. a na obchodní akademii (místo neurčeno); studia ukončil promocí v roce 1915 a stal se doktorem filozofie.
Od roku 1917 byl profesorem na Vyšší obchodní škole v Hořicích.

### Rodinný život
Dne 7. 1. 1918 se Stanislav Brandejs v Hořicích oženil s Ludmilou Rudlovou (1895–1979). Manželé Brandejsovi měli dvě děti: syna RNDr. Stanislava Brandejse (1918–1975, profesor meteorologie a klimatologie na Matematicko-fyzikální fakultě UK) a dceru Ludmilu Rulfovou–Brandejsovou (1922–1993). Ludmila Rulfová–Brandejsová byla matkou Jiřího Rulfa (1947–2000, promovaný filozof, básník, redaktor a novinář) a PhDr. Jana Rulfa, CSc. (1952–1997, archeolog).

### Diplomatická kariéra
Po rozpadu Rakousko-Uherska prošel diplomatickými a konzulárními kursy. V roce 1920 byl přijat do československých diplomatických služeb a byl odeslán do Bělehradu. Na vyslanectví pracoval do října 1925 jako legační tajemník. Po návratu pracoval na ministerstvu zahraničních věcí a v letech 1929–1934 byl vyslán na generální konzulát ve Vídni. Po dvou letech práce v Praze byl odeslán nejprve do Bulharska, od roku 1937 do vzniku protektorátu pracoval jako generální konzul v Kolíně nad Rýnem.

### Období Protektorátu a odboj
Se vznikem Protektorátu Čechy a Morava došlo ke ztrátě československé mezinárodněprávní subjektivity; zahraniční záležitosti přešly na německé úřady a diplomaty. Československá diplomacie zanikla a Stanislav Brandejs byl zaměstnán na ministerstvu sociální a zdravotní správy a na ministerstvu hospodářství.
Zachoval si blízký vztah ke svému rodišti a byl předsedou pražského spolku rodáků z Police nad Metují a okolí Ostaš. V době okupace (1940) vyšla jeho nejvýznamnější publikace Kniha o Polici nad Metují a Policku, která se do roku 1941 dočkala tří vydání. Byl členem učených společností, v přednáškové činnosti se zaměřoval na historii kraje, příp. osobnosti (Alois Jirásek, Božena Němcová, Karel Čapek, Josef Čapek, Sigismund Bouška).
Za německé okupace se Stanislav Brandejs zapojil do činnosti odbojové skupiny Parsifal, která vznikla v kruzích československých diplomatů a měla za cíl spojení s exilovou vládou. V březnu 1945 byl zatčen a do konce okupace vězněn.

### Po obnovení Československa
Po skončení 2. světové války se Stanislav Brandejs vrátil na ministerstvo zahraničích věcí, kde byl povýšen na ministerského radu. Na počátku roku 1946 se stal generálním konzulem v jugoslávské Lublani, odkud byl odvolán v roce 1948 a poté dán do výslužby.

## Dílo

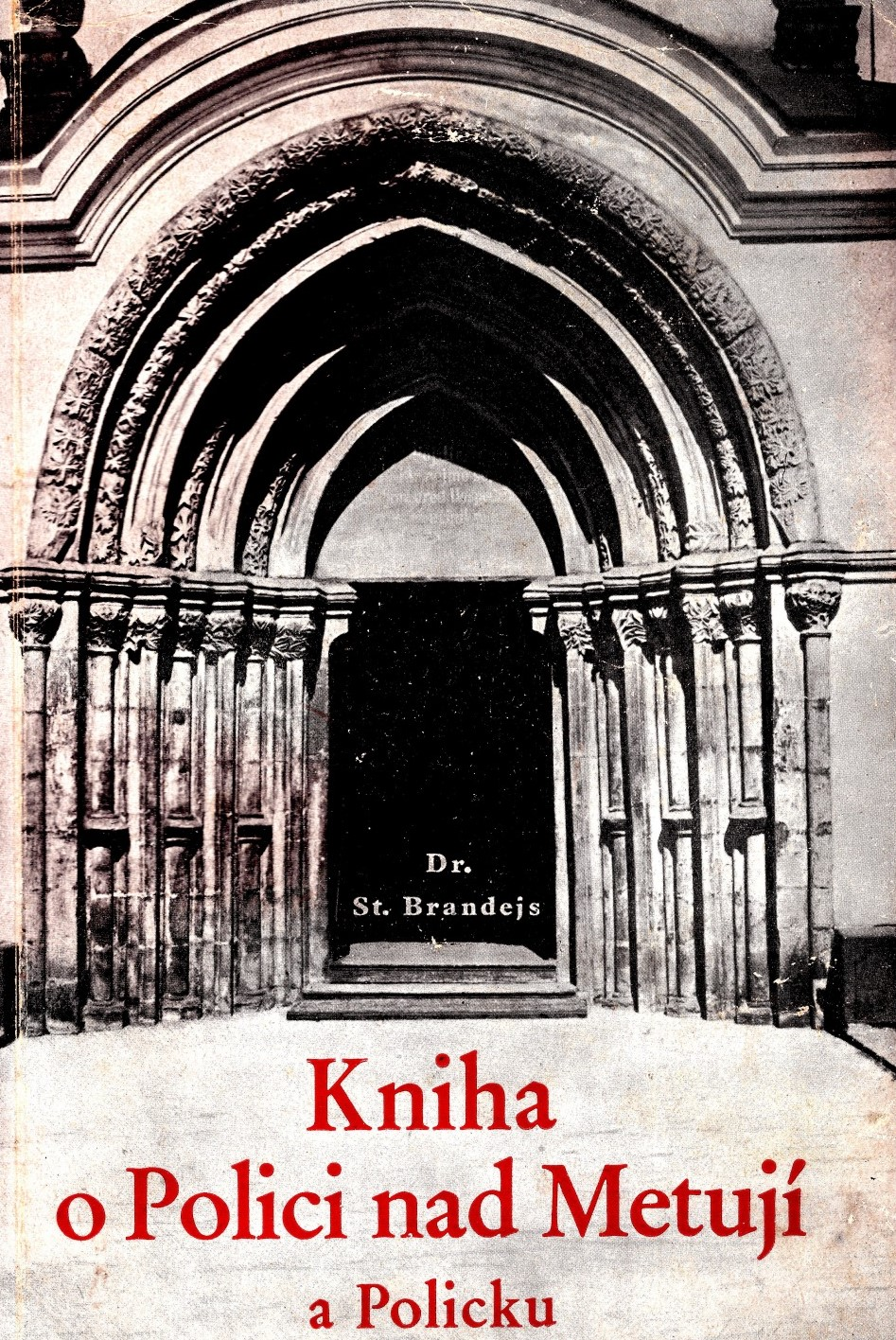
Kniha o Polici nad Metují, obálka, 1940

### Regionální historie
- Kniha o Polici nad Metují a Policku. Díl I, Dějiny do roku 1914 (V Polici n. Met., nákladem městské rady, 1940); při psaní vycházel z díla V. V.Tomka Příběhy kláštera a města Police nad Metují (1881), a regionální publikace Putování po kraji Aloise Jiráska a Boženy Němcové (1953).
- Babiččino údolí, Státní zámek a národní reservace v Ratibořicích u České Skalice (po stopách mládí Boženy Němcové, hlavní stati napsali Zdeněk Wirth a St. Brandejs ; spolupracovali J. Krtička, Frant. Rozhoň, Zd. Mareš a E. Charvátová; Praha, Čedok, 1952 a 1953)
- Červený Kostelec (obrazovou část sestavil Jan A. Palouš; Praha, Čedok, 1953) Zobrazení exemplářů s možností jejich objednání
- Putování po kraji Aloise Jiráska a Boženy Němcové (popis st. zámku v Náchodě dopln. Viktorie Wachsmannová, obr. část sest. Jan A. Palouš; Praha, Čedok, 1953)
- Ratibořice, Státní zámek a Babiččino údolí (Hl. stať naps. Zdeněk Wirth, spolupracovali Bohumil Novák, Stanislav Brandejs a j., plány Josef Zdražil; Praha, STN, 1956)

### Ostatní
- Naše vystěhovalectví a naše vystěhovalecká politika (Praha, nákl. vl., 1926)
- Náš vystěhovalecký problém a jeho finanční stránka (V Praze, Masarykova akademie práce, 1927)
- Obchodní smlouvy mezistátní (uspořádali Jar. Skorkovský a Stan. Brandejs; V Praze, nákladem Orbisu, 1928)
- Indexy platných bilaterálních smluv hospodářské povahy, uzavřených Československou republikou a mezinárodních smluv téže povahy, jež Československá republika spolupodepsala nebo k nimž přistoupila (uspořádali Jar. Skorkovský a Stan. Brandejs; Praha, Orbis, 1929)